# Andrea Němcová
Andrea Němcová (geb. 29. Mai 1976 in Tábor) ist eine tschechische Journalistin, Moderatorin und ehemalige Schauspielerin.

## Leben
Sie absolvierte die Höhere Hotelfachschule in Prag und entschied sich unmittelbar nach ihrem Abschluss 1994 für ein Studium der angewandten Soziologie an der IPVČ Tábor. 2007 begann sie zusätzlich ein Studium der Sozial- und Medienkommunikation an der privaten Jan-Amos-Comenius-Universität in Prag.
2011 brachte sie eine Tochter zur Welt.

## Karriere

### Journalismus- und Medienkarriere
Von 1996 bis 1997 arbeitete Němcová in Tábor beim Fernsehen als Hitparadenmoderatorin, Reporterin und später als Nachrichtenmoderatorin. 1997 ging sie zu TV Gimi nach Budweis, wo sie Nachrichten- und Diskussionssendungen moderierte und schließlich zu einem konkurrierenden Fernsehsender wechselte, wo sie als Nachrichtenjournalistin arbeitete. Im Jahr 2000 wechselte sie zu TV Nova, wo sie zunächst als Nachrichtenreporterin arbeitete, unter anderem als Reporterin für die Sendung Střepiny. Schließlich übernahm sie die Sendung als Moderatorin. 2011 verließ sie wegen ihrer Schwangerschaft den Sender und ging in Mutterschaftsurlaub, verlor ihre alte Stelle jedoch an ihre Vertretung und verließ TV Nova im Jahr 2013 gänzlich. 2014 bis 2019 arbeitete sie bei Český rozhlas, dem tschechischen öffentlich-rechtlichen Rundfunk als Redakteurin und später als Abteilungsleiterin für Nachrichten beim Radio des Český rozhlas. Anschließend arbeitete sie ein Jahr bei CNN Prima News.

### Schauspielkarriere
Bereits 1994 trat die damals 18-jährige Němcová in einer kleinen Rolle in dem Science-Fiction-Film Akumulátor 1 auf, ein Jahr später spielte sie in dem US-amerikanischen Erotikfilm Delta of Venus mit, sowie einer Folge der Serie One for the Road. 2006, als  Němcová bereits erfolgreich als Journalistin und Moderatorin arbeitete, gewann der Filmproduzent Lloyd A. Simandl die attraktive 30-Jährige zur Mitwirkung in seinem Sexploitationfilm Twisted Love, wo sie die Hauptrolle einer Frauenhändlerin übernahm, die junge Frauen zu Sexsklavinnen erzieht. Anschließend wirkte Němcová noch in drei weiteren Sexploitationfilmen von Simandl mit, namentlich The Slave Huntress (2007), Mistress of Souls (2007) und Blood Countess (2008), in letzteren beiden übernahm sie erneut die Hauptrolle.

## Filmografie
- 1994: Akumulátor 1
- 1995: Delta of Venus
- 1995: One for the Road
- 2006: Twisted Love
- 2007: The Slave Huntress
- 2007: Mistress of Souls
- 2008: Blood Countess